# تی‌پی‌جی کپیتال
تی‌پی‌جی کپیتال (به انگلیسی: TPG Capital) شرکت خدمات مالی آمریکایی است، که در زمینه ارائه سرمایه‌گذاری‌های خطرپذیر، تملک‌های اهرمی، مبادلات سهام و اوراق بهادار، همچنین ارائه خدمات مدیریت دارایی و مدیریت سرمایه‌گذاری فعالیت می‌کند.
شرکت تی‌پی‌جی کپیتال در سال ۱۹۹۲ توسط ۳ سرمایه‌گذار آمریکایی بنام‌های دیوید باندرمن، جیمز کولتر و ویلیام پرایس، تحت نام گروه تگزاس پسیفیک تأسیس شد و در ۳ دهه گذشته بیش از ۵۰ میلیارد دلار از ۱۸ صندوق سرمایه‌گذاری، سود بدست آورده است.
گروه تی‌پی‌جی دارای سرمایه‌گذاری در شرکت‌های فعال در حوزه‌های رسانه‌های گروهی، مخابرات، بهداشت و درمان، فناوری اطلاعات و خدمات گردشگری می‌باشد، که برای نمونه می‌توان به: برگر کینگ، مک‌آفی، آویا، کنتیننتال ایرلاینز، نیمان مارکوس، یونیویژن، فری‌اسکیل و لنوو اشاره کرد. دفتر مرکزی این شرکت در شهر فورت وورث، تگزاس قرار دارد و دفتر عملیاتی آن نیز در شهر سان فرانسیسکو، کالیفرنیا مستقر می‌باشد.